# Quatro Sábios
Os Quatro Sábios, Assessores ou Correlatos (chinês: 四配, pinyin: Sì Pèi) são quatro eminentes filósofos chineses na tradição confucionista. Eles são tradicionalmente considerados um tipo de santidade e suas tabuletas espirituais são colocadas com destaque nos templos confucionistas, duas a leste e duas a oeste do Salão da Grande Conclusão (Dacheng Dian). 
Os quatro sábios são: 
- Yan Hui, discípulo favorito de Confúcio
- Zengzi ou Zeng Shen, outro discípulo de Confúcio e autor do Grande Aprendizado
- Zisi ou Kong Ji, neto de Confúcio, estudante de Zengzi e autor da Doutrina do Meio
- Mêncio ou Mestre Meng, estudante de Zisi e autor do Mêncio.

Dentro de um templo confucionista tradicional, a tábua de Yan Hui é colocada primeiro ao leste da de Confúcio.
 

As famílias dos descendentes dos Quatro Sábios 四氏 ainda mantêm cargos hereditários na República da China (Taiwan), como o Oficial de Sacrifício de Confúcio, "Oficial de Sacrifício de Mêncio", "Oficial de Sacrifício de Zengzi " e "Oficial de Sacrifício de Yan Hui". Eles usam poemas de geração para seus nomes dados pelos imperadores Ming e Qing. 
希言公彥承，宏聞貞尚衍；

興毓傳繼廣，昭憲慶繁祥；

令德維垂佑，欽紹念顯揚；

建道敦安定，懋修肇彝常；

裕文煥景瑞，永錫世緒昌。